# Die tödlichen Bienen
Die tödlichen Bienen (im Original The Deadly Bees) ist ein britischer Horrorfilm des Regisseurs Freddie Francis aus dem Jahr 1966. Das Drehbuch basiert auf dem Roman A Taste for Honey von H. F. Heard.

## Handlung
Zwei Ministeriumsangehörige beschäftigen sich mit einer Flut von Briefen eines Bienenzüchters, der vorgibt, einen Schwarm Killerbienen gezüchtet zu haben. Sie halten ihn für geisteskrank, da er in seinen Briefen ankündigt, seinen Schwarm als Mordinstrument zu benutzen, sollte er nicht ernst genommen werden.
Zur gleichen Zeit erleidet die Sängerin Vicki während eines Fernsehauftritts einen Kollaps. Sie wird in ein Sanatorium auf einer Insel eingewiesen. Die anderen Insassen dieses Heims sind ein depressives Ehepaar namens Ralph und Mary sowie H. W. Manfred, der ebenso wie Ralph Bienenzüchter ist.
Vicki bemerkt, dass sich mysteriöse Vorfälle häufen. So werden Mary und ihr Hund von Bienen angegriffen und getötet. Vicki verdächtigt Ralph und beginnt mit Manfred nachzuforschen. Vicki durchsucht Ralphs Papiere und stößt auf die Notiz, dass er den „Geruch der Angst“ isoliert und zu einem Serum verarbeitet habe. Manfred glaubt, dass Ralph die Bienen mit dieser Substanz manipuliert hat.
Vicki wird in ihrem Zimmer von Bienen angegriffen, doch sie kann zu Manfred flüchten. Sie will bei ihm bleiben, bis das nächste Boot kommt und sie zum Festland zurückbringt. Jetzt beginnt auch Manfred sich verdächtig zu verhalten. Die neugierige Vicki entdeckt, dass Manfred ein geheimes Labor hat. Manfred entdeckt sie und gesteht ihr, dass er derjenige ist, der alles zu verantworten hat und sie nun töten müsse. Vicki kann den Mordversuch verhindern, die Bienen wenden sich gegen Manfred und stechen ihn zu Tode, während Vicki das Haus in Brand setzt. Sie entkommt aus dem brennenden Haus und kann am nächsten Tag die Insel verlassen, als gerade ein Mann vom Ministerium ankommt, um die Todesfälle zu untersuchen.

## Kritiken
„Der erste ‚Killerbienen-Film‘; ein durchschnittlicher Gruselkrimi.“

„Aus dem vielversprechenden Einfall wurde ein ärmlicher und langatmiger Gruselkrimi, den man sich […] getrost schenken kann.“

## Hintergrund
In der Szene im TV-Studio tritt eine Band auf, deren Gitarrist vom späteren Mitglied der Rolling Stones Ron Wood dargestellt wird.
Drehbuchautor Robert Bloch war auch als Schriftsteller bekannt. Von ihm stammt die literarische Vorlage zu Hitchcocks Psycho.
Als Regisseur war Freddie Francis für seine Horrorstreifen bekannt. Als Kameramann war er ebenso berühmt. 1961 und 1990 konnte er für seine Kameraführung den Oscar gewinnen.
Der Film ist der erste Film einer Reihe von „Killerbienenfilmen“. Weitere Beispiele dieses Subgenres sind:
- Genocide – Die Killerbienen greifen an (Konchu daisenso) von James Nihonmatzu (Japan 1968)
- Killerbienen – Die Natur schlägt zurück (The Savage Bees) von Bruce Geller (USA 1976)
- Der tödliche Schwarm (The Swarm) von Irwin Allen (USA 1978)
- Killerbienen II – Terror aus den Wolken (Terror out of the Sky) von Lee H. Katzin (USA 1978)
- The Bees – Operation Todesstachel (The Bees) von Alfredo Zacharias (USA/Mexiko 1978)
- Angriff der Killerbienen (Deadly Invasion: The Killer Bees Nightmare) von Rockne S. O’Bannon (USA 1995)
- Mörderischer Schwarm (Killer Bees!) von Penelope Buitenhuis (Kanada 2002)
- Swarmed (Swarmed) von Paul Ziller (Kanada 2005)
- Bienenjunge & Blumenmädchen, (Deutschland 2015)

## Uraufführungen
- USA: 23. Dezember 1966
- Großbritannien: im April 1967
- Deutschland: 28. April 1967[3]